# Внутренняя сонная артерия
Вну́тренняя со́нная арте́рия (лат. artéria carótis intérna) — парная крупная артерия шеи и головы. Берёт своё начало от бифуркации общей сонной артерии, где последняя делится на неё и наружную сонную артерии.

## Отделы артерии
Terminologia Anatomica 1998 года выделяет четыре части артерии:
- «шейная» (лат. pars cervicalis);
- «каменистая» (лат. pars petrosa);
- «пещеристая» (лат. pars cavernosa);
- «мозговая» (лат. pars cerebralis).

Широко распространена традиционная классификация проф. Крылова В. В. (с различными модификациями), в соответствии с которой выделяют семь сегментов внутренней сонной артерии, где С1-сегмент — супраклиноидный, а С7 — шейный.
В современной клинической практике нередко придерживаются рекомендаций Bouthillier 1996 года, который также описывает семь анатомических сегментов внутренней сонной артерии, однако в прямо противоположной последовательности (С1-сегмент — шейный, С7 — надклиновидный).
Сегменты внутренней сонной артерии (по Bouthillier):
- Шейный сегмент (С1), идентичный шейной части;
- Каменистый сегмент (С2);
- Сегмент рваного отверстия (С3);
  - С2 и С3 объединяют в каменистую часть.
- Пещеристый сегмент, кавернозный (С4), идентичный пещеристой части;
- Клиновидный сегмент (С5). Этот сегмент находится между пещеристой и мозговой частями;
- Офтальмический, или надклиновидный, сегмент (С6);
- Коммуникативный сегмент (С7);
  - С6 и С7 вместе составляют мозговую, или надклиновидную, часть.

## Топография
Внутренняя сонная артерия является конечной ветвью общей сонной артерии. Начинается приблизительно с уровня третьего шейного позвонка, где общая сонная артерия разделяется на неё и более поверхностную ветвь — наружную сонную артерию.

### C1: Шейный сегмент
Шейный сегмент, или С1, внутренней сонной артерии располагается от бифуркации общей сонной артерии до наружного отверстия сонного канала височной кости, к переди от яремного отверстия.
В самом начале внутренняя сонная артерия несколько расширена. Эта часть артерии больше известна как каротидный синус. Восходящая часть шейного сегмента располагается дистальнее от синуса, где сосудистые стенки снова идут параллельно.
Далее внутренняя сонная артерия идёт вертикально вверх и вступает в полость черепа через сонный канал. На протяжении этой части пути она лежит спереди от поперечных отростков первых трёх шейных позвонков (С1—С3).
В области сонного треугольника шеи артерия располагается относительно поверхностно. Здесь она лежит позади и кнаружи от наружной сонной артерии, сверху пересекается грудино-ключично-сосцевидной мышцей, и прикрыта глубокой фасцией, платизмой, собственной оболочкой. Далее артерия проходит под околоушной слюнной железой, будучи пересекаемой подъязычным нервом, двубрюшной мышцей, шилоподъязычной мышцей, затылочной артерией и задней ушной артерией. Выше внутренняя сонная артерия отграничивается от наружной сонной артерии посредством шилоязычной и шилоглоточной мышц, верхушкой шиловидного отростка и шилоподъязычной связки, языкоглоточного нерва и глоточных ветвей блуждающего нерва.
Данный сегмент артерии граничит с:
- сверху — длинная мышца головы, верхний шейный узел симпатического ствола, верхний гортанный нерв;
- латерально (с наружной стороны) — внутренняя яремная вена, блуждающий нерв;
- медиально (с внутренней стороны) — глотка, верхний гортанный нерв, восходящая глоточная артерия.

На основании черепа языкоглоточный, блуждающий, добавочный и подъязычный нервы располагаются между артерией и внутренней яремной веной.
В отличие от наружной сонной, внутренняя сонная артерия в норме на шее ветвей не даёт.

### C2: Каменистый сегмент
Каменистый сегмент, или С2, внутренней сонной артерии располагается внутри каменистой части височной кости, а именно в сонном канале. Этот сегмент тянется вплоть до рваного отверстия и подразделяется на три отдела: восходящий (вертикальный); колено (изгиб); горизонтальный.
Когда внутренняя сонная артерия входит в сонный канал височной кости, то она сперва направляется вверх, затем изгибается вперёд и медиально (кнутри). Вначале артерия лежит спереди от улитки и барабанной полости, от последней отделена тонкой костной пластинкой, которая у молодых людей решётчатая, а с возрастом часто частично рассасывается. Более кпереди артерия отделена от тройничного узла тонким костным слоем, формирующим дно тройничного углубления и крышу горизонтального отдела канала. Часто этот слой редуцирован в большей или меньшей степени, и в таком случае между узлом и артерией находится фиброзная мембрана. Сама артерия отделена от костных стенок сонного канала продолжением твёрдой мозговой оболочки и окружена множеством мелких вен и волокнами сонного сплетения, которое берёт начало от восходящей ветви верхнего шейного узла симпатического ствола.
Ветви каменистого сегмента внутренней сонной артерии:
- артерия крыловидного канала;
- сонно-барабанные артерии[3].

### C3: Рваного отверстия сегмент
Сегмент рваного отверстия, или С3, — короткий сегмент внутренней сонной артерии в момент её прохождения через верхнюю часть рваного отверстия, в то время как нижняя часть рваного отверстия заполнена фиброзно-хрящевой тканью. Таким образом, внутренняя сонная артерия не покидает череп. Данный сегмент не покрыт твёрдой мозговой оболочкой, вместо этого окружён периостом и фиброзно-хрящевой тканью.
Классически сегмент рваного отверстия не даёт ветвей, но иногда от него могут отходить несколько видиевых артерий.

### C4: Пещеристый сегмент

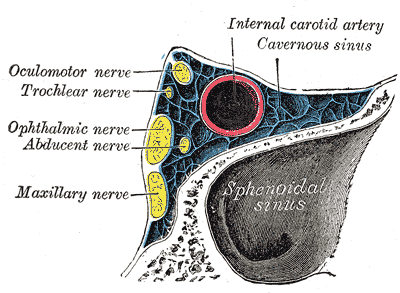
Косой разрез пещеристого синуса.

Пещеристый сегмент, или С4, внутренней сонной артерии начинается в момент выхода артерии из рваного отверстия и заканчивается на проксимальном кольце твёрдой мозговой оболочки, которое формируется медиальным и нижним периостом переднего наклоненного отростка клиновидной кости. Пещеристый сегмент окружен пещеристым синусом.
Артерия прокладывает свой путь между листками твёрдой мозговой оболочки, формирующими пещеристый синус, но покрыта оболочкой синуса. Вначале сегмента артерия поднимается вверх к заднему наклоненному отростку, затем направляется вперёд по боковой поверхности тела клиновидной кости, и снова изгибается вперёд к срединной поверхности переднего наклоненного отростка, где проходит сквозь стенку синуса. Изгиб пещеристого сегмента называется сифон внутренней сонной артерии. Этот участок артерии окружен волокнами симпатического ствола, и с латеральной стороны примыкает отводящий нерв.
Ветви пещеристого сегмента:
- базальная ветвь намёта;
- краевая ветвь намёта;
- менингиальная ветвь;
- ветвь ската;
- нижняя гипофизарная артерия;
- ветвь тройничного узла;
- ветвь пещеристого синуса;
- ветви нервов.

### C5: Клиновидный сегмент
Клиновидный сегмент, или С5, — ещё один короткий сегмент внутренней сонной артерии, который начинается с момента, когда артерия покидает пещеристый синус через проксимальное кольцо твёрдой мозговой оболочки, и тянется дистально вплоть до дистального кольца, после чего артерия уходит в субарахноидальное пространство.
Клиновидный сегмент в норме не даёт ветвей, но иногда глазная артерия может брать начало от этого сегмента.

### C6: Офтальмический сегмент
Офтальмический сегмент, или С6, тянется от дистального кольца твёрдой мозговой оболочки дистально до отхождения задней соединительной артерии. Данный сегмент идёт в горизонтальном направлении, параллельно зрительному нерву, который находится сверху и медиально (кнутри) от данного участка внутренней сонной артерии.
Ветви офтальмического сегмента:
- глазная артерия;
- верхняя гипофизарная артерия.

### C7: Коммуникативный сегмент
Коммуникативный сегмент, или С7, — конечный сегмент внутренней сонной артерии, который проходит между зрительным нервом и глазодвигательным нервом к переднему продырявленному веществу на медиальном крае латеральной борозде головного мозга. Ангиографически данный сегмент протягивается от места отхождения задней соединительной артерии до бифуркации внутренней сонной артерии на конечные ветви.
Ветви коммуникативного сегмента:
- задняя соединительная артерия;
- передняя ворсинчатая артерия.

Далее внутренняя сонная артерия делится на свои конечные ветви:
- передняя мозговая артерия;
- средняя мозговая артерия.

Внутренняя сонная артерия может получать кровоток от важного коллатерального кольца мозговых артерий, более известного как виллизиев круг.

## Ветви
Внутренняя сонная артерия даёт следующие ветви посегментно:
- C1: Ветви от шейного сегмента — нет.
- C2: Ветви от каменистого сегмента:
  - сонно-барабанные артерии;
  - артерия крыловидного канала.
- C3: Ветви от рваного отверстия сегмента — нет.
- C4: Ветви от пещеристого сегмента:
  - базальная ветвь намёта;
  - краевая ветвь намёта;
  - менингиальная ветвь;
  - ветвь ската;
  - нижняя гипофизарная артерия;
  - ветвь тройничного узла;
  - ветвь пещеристого синуса;
  - ветви нервов.
- C5: Ветви от клиновидного сегмента — нет.
- C6: Ветви от офтальмического сегмента:
  - глазная артерия;
  - верхняя гипофизарная артерия.
- C7: Ветви от коммуникативного сегмента:
  - задняя соединительная артерия;
  - передняя ворсинчатая артерия;
  - передняя мозговая артерия (конечная ветвь);
  - средняя мозговая артерия (конечная ветвь).

## Дополнительные изображения

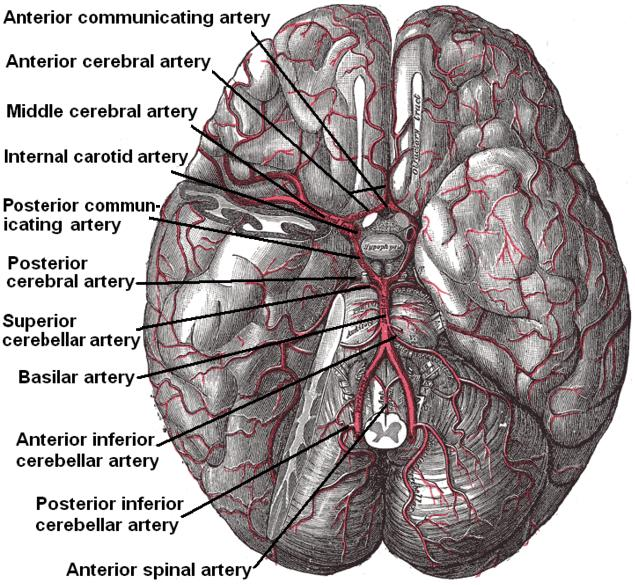
Артерии основания головного мозга.
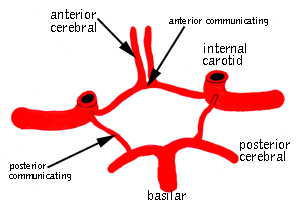
Виллизиев круг.
Диаграмма артериальной циркуляции основания головного мозга.
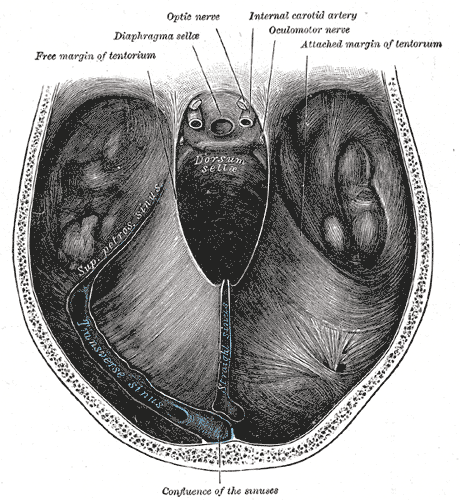
Намёт мозжечка. Вид сверху.
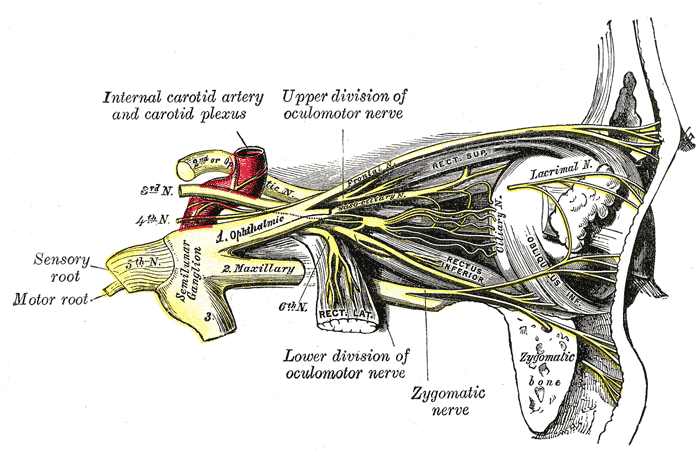
Нервы орбиты, ресничный узел. Вид сбоку.
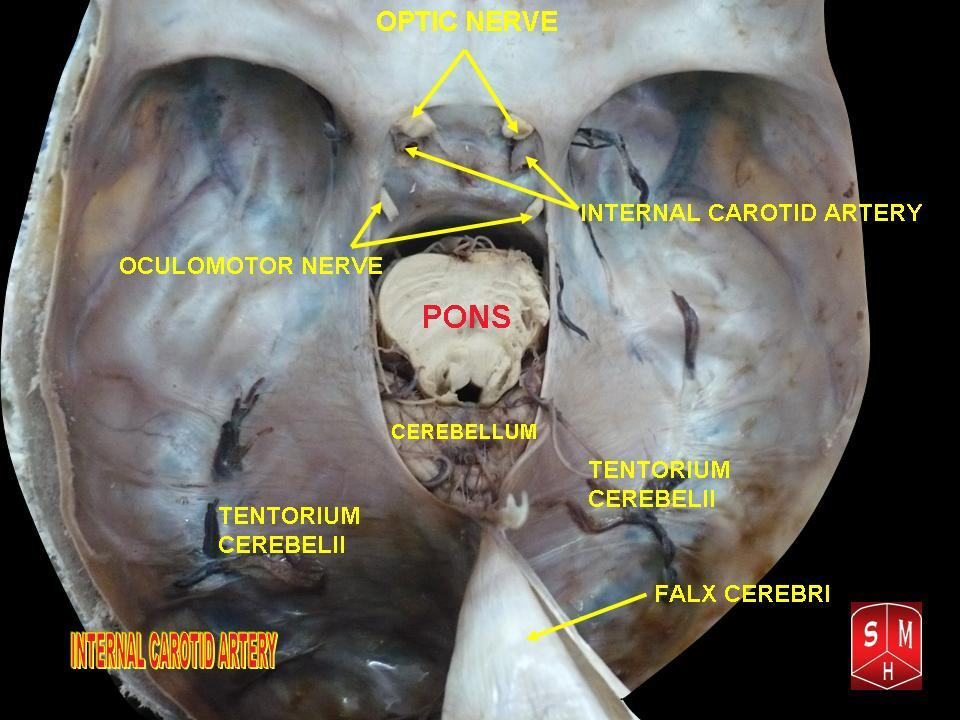
Внутренняя сонная артерия.
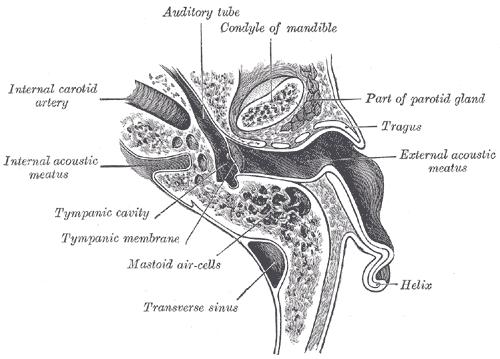
Горизонтальный разрез левого уха. Верхняя половина.
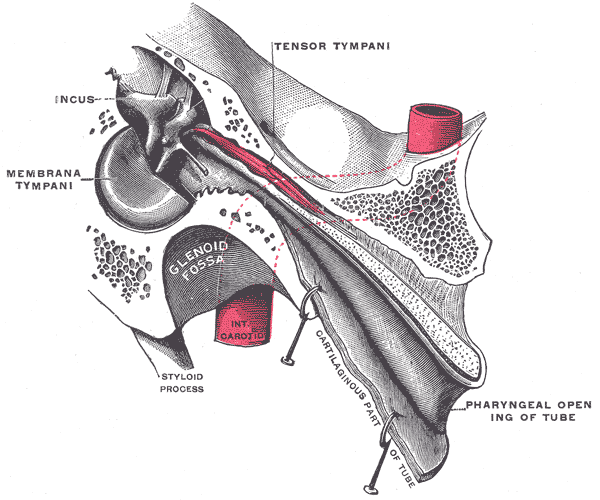
Слуховая труба. Разрез по длинной оси.
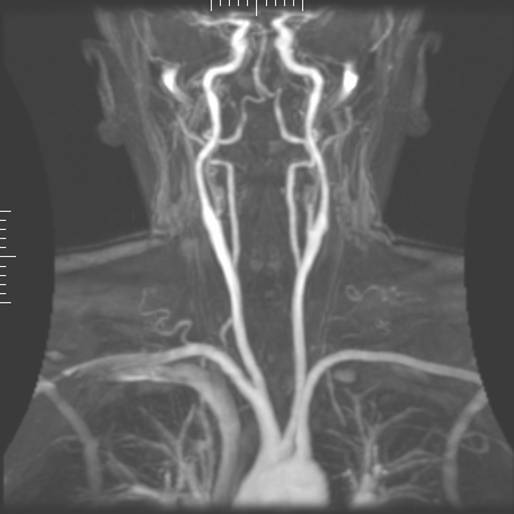
Магнитно-резонансная ангиография.
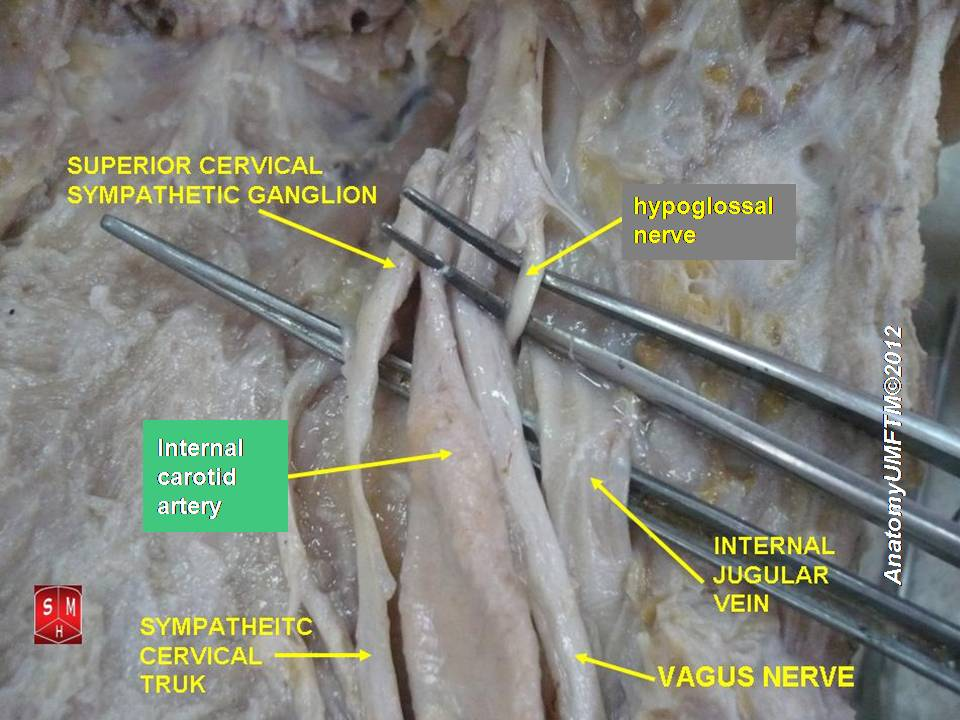
Внутренняя сонная артерия.
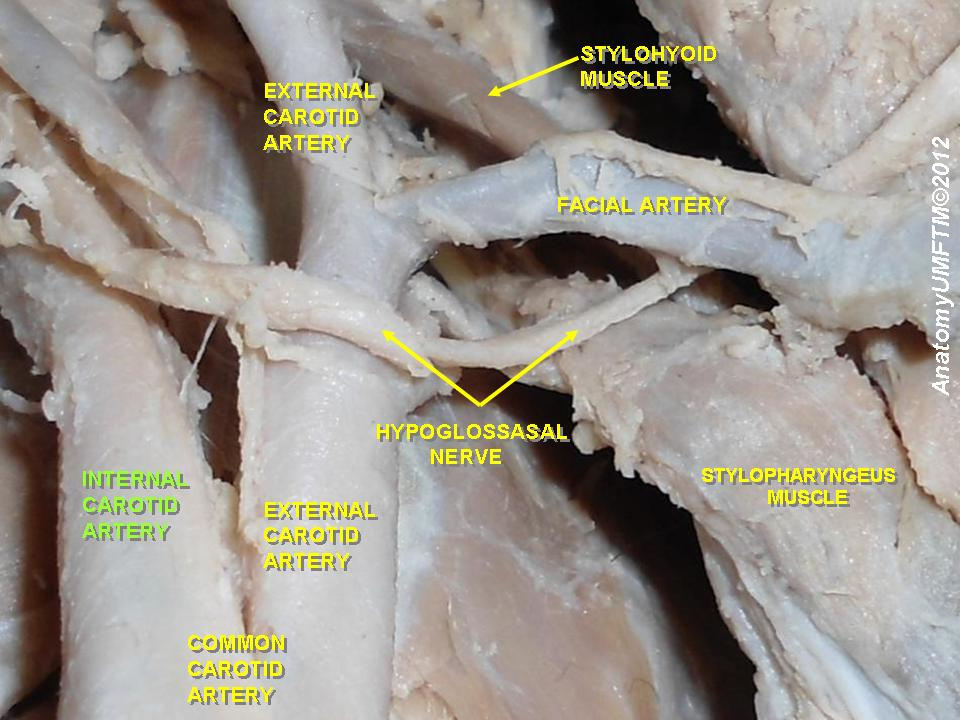
Внутренняя сонная артерия.
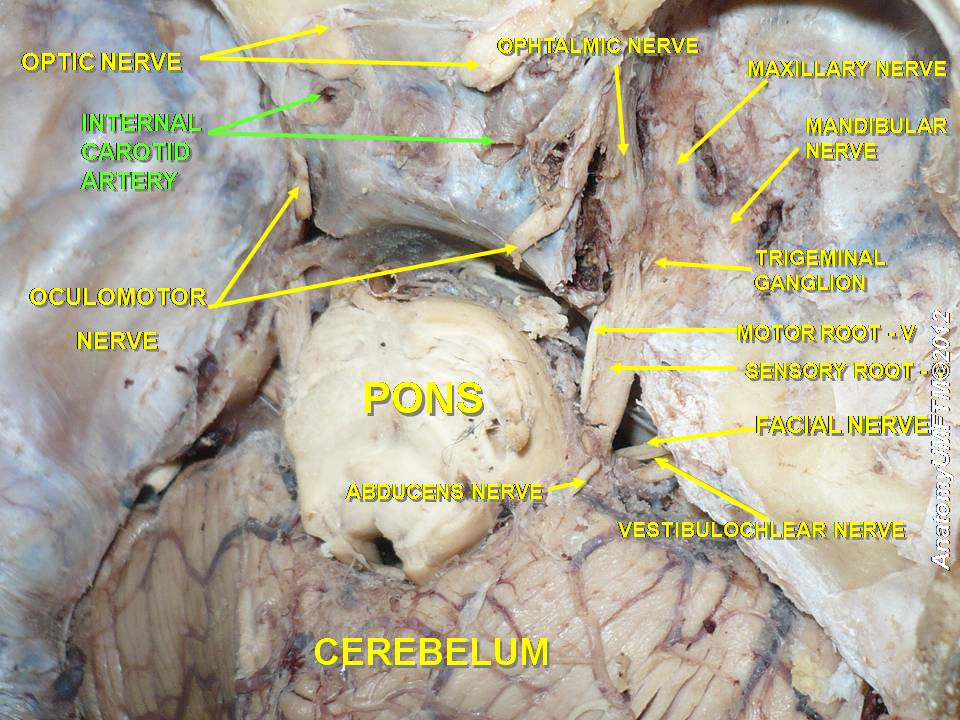
Внутренняя сонная артерия.